# Aorangaia Island
Aorangaia Island ist eine Insel der Inselgruppe Poor Knights Islands vor der Ostküste der Region Northland und der Nordinsel von Neuseeland.

## Geographie
Aorangaia Island ist mit einer Fläche von 5,3 Hektar die viertgrößte und gleichzeitig östlichste Insel der Inselgruppe. Sie befindet sich rund 25 km östlich des nördlichen Teils der Nordinsel, der gleichzeitig, wie auch die Inselgruppe, zur politischen Gliederung der Region Northland gehört. Die Insel erstreckt sich über eine Länge von rund 400 m in Südsüdwest-Nordnordost-Richtung und verfügt über eine maximale Breite von rund 200 m in Westnordwest-Ostsüdost-Richtung. Die höchste Erhebung der Insel ist mit 102 m am nördlichen Ende der Insel zu finden.
Westlich von Aorangaia Island schließt sich nach rund 300 m die mit großem Abstand größere zweitgrößte Insel des Archipels Aorangi Island an und rund 360 m südwestlich liegt die drittgrößte Insel Archway Island.

## Geologie
Die Insel ist vulkanischen Ursprungs und besteht aus rhyolitischen Brekzien und Tuffgesteinen, die im späten Miozän von heißen pyroklastischen Strömen, kühleren Lawinen und von Asche-Niederschlägen abgelagert wurden. In den zurückliegenden neun Millionen Jahren unterlag die Insel stetiger Erosion. Ihre heutige Form entstand vor allem aber durch den Einfluss des Meeres während der letzten Million Jahre, als der Meeresspiegel zwischen etwa dem heutigen Niveau und 100 m tiefer schwankte und die gesamte Region langsam angehoben wurde. Klippen und Höhlen, die während des niedrigeren Meeresspiegels vor etwa 30.000–15.000 Jahren erodierten, sind unter dem heutigen Meeresspiegel erhalten geblieben und bilden ein Paradies für Taucher.

## Naturschutz
1981 wurde die Insel zusammen mit der gesamten Inselgruppe unter dem Reserve Act 1977 unter Naturschutz gestellt. Im gleichen Jahr wurde die Inselgruppe Teil des zweiten Marine Reserve des Landes, das unter dem Marine Reserves Act 1971 geschützt wurde. 1998 erweiterte die Regierung des Landes das Schutzgebiet, in dem es zusätzlich eine 800 m breite Schutzzone um die Insel zog. Damit entstand ein für die Inselgruppe zusammenhängendes Schutzgebiet.